# Beria Onger
Bakiye Beria Onger (1921 - 14 de febrero de 2015) fue una escritora y activista feminista turca, pionera del movimiento progresista de mujeres en Turquía. Dirigió la Organización de Mujeres Progresistas de Turquía hasta que fue prohibida antes del golpe de 1980. También se postuló para el Senado como miembro del Partido Comunista de Turquía en 1979.

## Biografía
Onger nació como Bakiye Beria Hanım en Çanakkale, Imperio Otomano, en 1921.
Estudió en la Facultad de Derecho de la Universidad de Ankara, graduándose como abogada en 1941. Trabajó como funcionaria del gobierno y luego comenzó a ejercer la abogacía de forma independiente en 1957.

## Activismo
En 1965, fundó una pequeña organización de mujeres activistas. Luego, en 1975, se convirtió en la presidenta fundadora de la Organización de Mujeres Progresistas de Turquía, que luchó por los derechos democráticos y económicos de las mujeres.
También trabajó como periodista, publicando artículos en defensa de los derechos de la mujer en el periódico Cumhuriyet y revistas sindicales, incluida Akşam durante los años en que era propiedad de la Confederación de Sindicatos Turcos y fue propietaria del periódico de la Organización de Mujeres Progresistas, Kadınların Sesi (La Voz de la Mujer). También publicó varios libros y folletos sobre la liberación de la mujer en Turquía.
Orgen dirigió la Organización de Mujeres Progresistas hasta que fue ordenado su cierre por el gobierno en 1979.
También fue directora de Peace Association of Turkey, que funcionó desde 1977 hasta que fue prohibido en 1980.
En las elecciones de 1979, se presentó a un escaño en el Senado de la República como candidata independiente afiliada al Partido Comunista de Turquía. Recibió 22.000 votos en Estambul pero no fue elegida.
Se vio obligada a huir al extranjero después del golpe de Estado de 1980, pero regresó a Turquía.